# Život je san
Život je san filozofska je alegorija i najpoznatije djelo najvećeg dramatičara španjolskog baroka, Pedra Calderóna de la Barce.

## Sadržaj
Uplašen proročanstvom da će mu sin biti zlotvor i tiranin, poljski kralj Bazilije dadne kraljevića Sigismunda odmah nakon rođenja zatvoriti u samotnu kulu, gdje dijete odrasta u divljini i okovima. Prije konačne odluke o razbaštinjenju, Bazilije odluči da sina ipak jednom stavi na kušnju te ga uspavana prebacuje u svoj dvorac i predaje mu prividno vlast u ruke. No Sigismund, navikao jedino na surovost i okrutnost, pokazuje stvarno tiransku ćud, našto ga kralj, omamljena, vraća u njegovu tamnicu, gdje se mladić sutradan budi u nedoumici što je san a što java. Međutim, narodu ne odgovara što Bazilije želi staviti moskovskog kneza, Astolfa, na vlast te diže pobunu. Oslobađaju Sigismunda koji drugi put vlada pravedno. Neočekivano, daje zatvoriti vođu pobune i drama završava Sigismundovim monologom gdje on ističe da mu je san bio učitelj.
U međuvremenu, kroz dramu se odvijaju druge paralelne radnje. Klotaldo, Sigismundov čuvar, se suočava s činjenicom da ima kćerku Rosauru koja je prvobitno se u drami pojavila prerušena u muškarca. Klotaldo prepoznaje da je to njegova krv po maču kojeg je Rosaura nosila. Knez Astolfo se nalazi u ljubavnom trokutu s princezom Stelom i Rosaurom. Znajući da Stela pripada plemićkoj krvi, Astolfo se plaši posljedica ako bi oženio Rosauru koju ne smatraju pripadnicom časne loze sve dok Klotaldo ne otkrije na kraju da je to njegova kći. Sigismund, nakon svog krunjenja, daje Astolfu Rosauru, a on odluči oženiti Stelu.

## Likovi
Sigismund – Glavni lik u drami. Shvativši da mu je oduzeta sloboda, da ga je vlastiti otac bacio u tamnicu zato što je vidio proročanstvo u zvijezdama, u Sigismundu se isprepleću razna pitanja. U svom očaju, uspoređuje sebe sa slobodnim životinjama.

... Ptić u gnijezdu se izvali

i čim bude pun biserja,

šaren kao cvijet od perja

i krilati buket mali,

odmah leti leta laka

kroz odaje bistra zraka

i ostavlja blagostanje

svoga gnijezda u stablima,

a ja više duše imam,

no slobode mnogo manje.

Susreće se s moralnim problemima i shvaća koja mu je nepravda učinjena. Kada ga Bazilije stavi na vlast, Sigismund pokazuje svoj tiransku ćud. Shvativši da je učinio pogrešku, kada ga vojska oslobodi, vlada pravedno i čak zatvara glavnog pobunjenika govoreći da je izdao svog vladara (tj. Bazilija) i time pokazuje svoju pravednu buduću vlast. 
Bazilije – Sigismundov otac. On je primjer dobrog vladara kojeg puk poštuje, ali predstavlja lošeg oca. Nakon što je predvidio iz zvijezda da će mu sin biti tiranin, Sigismunda zatvara u tamnicu. Uskoro i sam Bazilije osjeća grižnju savjesti i stavlja Sigismunda na vlast želeći sebe uvjeriti da je proročanstvo bilo istina. Naravno, ništa drugo nije ni mogao očekivati – Sigismund je pokazao svoju tiransku narav. Ovim problemom, de la Barca otvara problem odgoja – bi li Sigismund bio takav da su ga drugačije odgajali; da nije bio u tamnici? 
Klarin – lik lakrdijaš. Kroz čitavu dramu, Klarin ismijava sve događaje. Netipičan lik baroka, više pripada renesansom duhu. Završava tragično – ranjen tijekom pobune naroda protiv smjene vladara (također jedan od problema koji de la Barca otvara -> Bazilije nema pravog nasljednika, a želi staviti Astolfa na vlast koji je moskovski knez. Narod ga na želi prihvatiti jer Poljska ne bi imala svog pravog vladara. Iz tog razloga, vojska diže pobunu i želi staviti Sigismunda na vlast.)